# Joseph-Aurélien Roy
Pour les articles homonymes, voir Roy et Joseph Roy.
Joseph-Aurélien Roy (23 juillet 1910 - 27 décembre 2001) est un agriculteur, entrepreneur, marchand et homme politique municipal, provincial et fédéral du Québec.

## Biographie
Né à Beaumont dans la région de Chaudière-Appalaches, il étudia dans son village de Saint-Étienne-de-Beaumont et travailla sur la ferme familiale avant de devenir propriétaire de sa propre ferme en 1933. Déménagé à Lauzon en 1943, il y travailla comme apprenti ferblantier chez le constructeur de bateau A.C. Davie. En 1946, il ouvrit une quincaillerie à Lauzon qui s'est jointe à la bannière RONA et en 1951 créa la compagnie J.-A. Roy Construction.
Il entama sa carrière politique en devenant échevin de la municipalité de Lauzon de 1952 à 1967. Élu député du Parti Crédit social du Canada dans la circonscription de Lévis en 1962, il fut défait à deux reprises par le libéral Raynald Guay en 1963 et en 1965. Élu député du Ralliement créditiste  dans la circonscription provinciale de Lévis en 1970, il fut défait en 1973.